# Fenioux (Charente-Maritime)
Fenioux is een gemeente in het Franse departement Charente-Maritime (regio Nouvelle-Aquitaine) en telt 127 inwoners (2007). De plaats maakt deel uit van het arrondissement Saint-Jean-d'Angély.

## Bezienswaardigheden
- De 12e-eeuwse romaanse kerk met een schitterend uitgewerkt hoofdportaal en een ranke toren. Op een van de zijmuren valt er nog een 'fenestrelle' te bespeuren, een venstertje gebouwd in een heus kantwerk van steen.
- De grootste en mooiste 'lanterne des morts' van heel Zuid-West-Frankrijk. Dergelijke lantaarns stonden op een kerkhof en waren gewijd aan de overledenen. Die van Fenioux werd opgericht in de 12e eeuw en bestaat uit 11 smalle, samengebundelde zuilen. Binnenin leidt een wenteltrap van 37 treden naar de plaats waar het vuur werd ontstoken dat over de graven scheen.

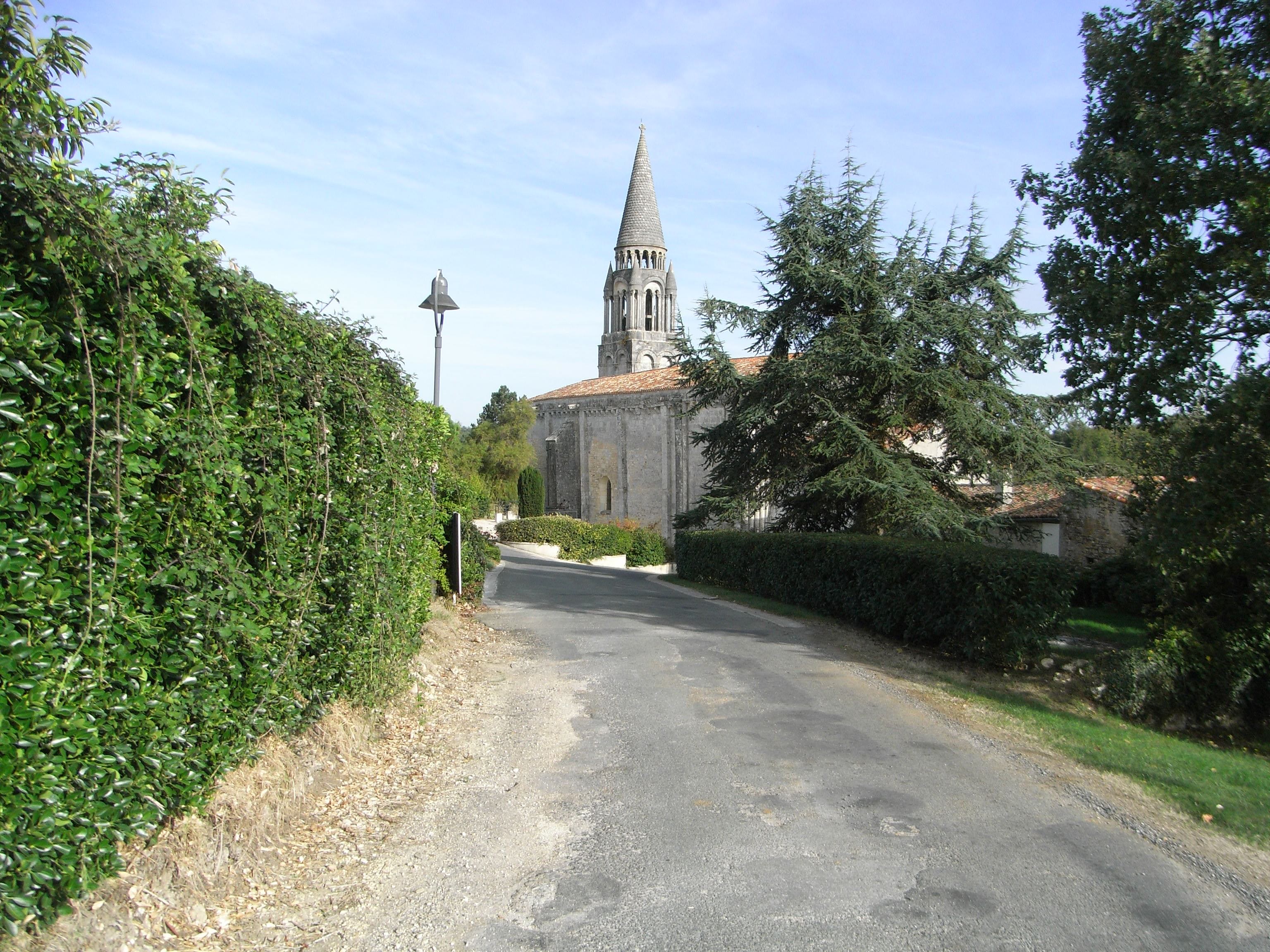
Kerk en weg
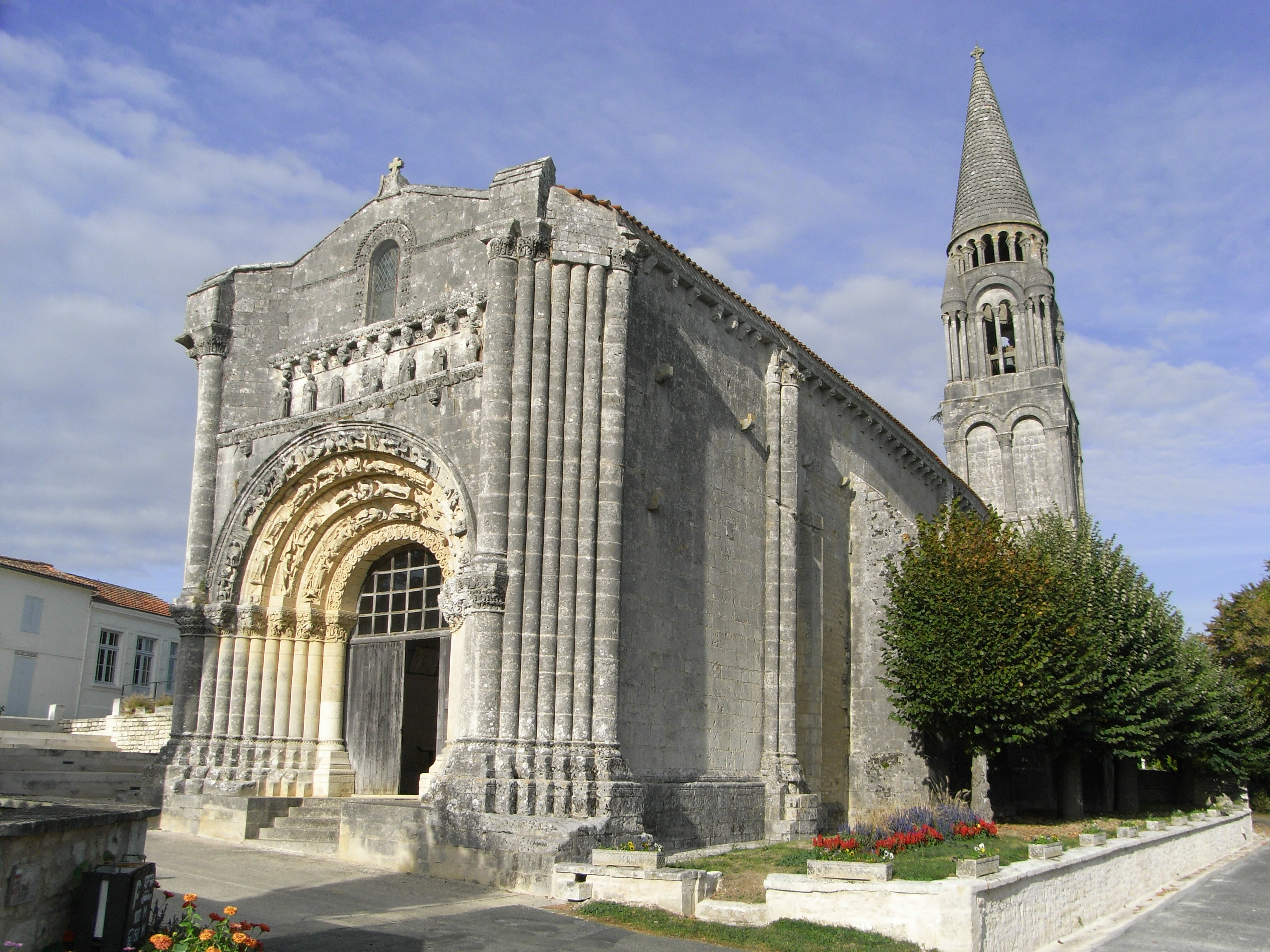
Kerk

## Geografie
De oppervlakte van Fenioux bedraagt 9,5 km², de bevolkingsdichtheid is 13,3 inwoners per km².
De onderstaande kaart toont de ligging van Fenioux (Charente-Maritime) met de belangrijkste infrastructuur en aangrenzende gemeenten.

## Demografie
Onderstaande figuur toont het verloop van het inwonertal (bron: INSEE-tellingen).